# Pergalumna curva
Pergalumna curva is een mijtensoort uit de familie van de Galumnidae.